# حالت گذار
حالت گذار (به انگلیسی: Transition state) یک صورت‌بندی خاص در مسیر یک واکنش شیمیایی است که دارای بیشینه انرژی پتانسیل در آن مسیر واکنش باشد. در حالت گذار معمولاً، حدواسط تشکیل می‌گردد که چون بسیار ناپایدار است به فراورده تبدیل می‌شود. در حالت گذار انرژی فعال‌سازی به بیشینه مقدار خود می‌رسد و از آن پس، انرژی فعالسازی رو به کاهش می‌رود. حالت گذار را با ‡ نشان می‌دهند.

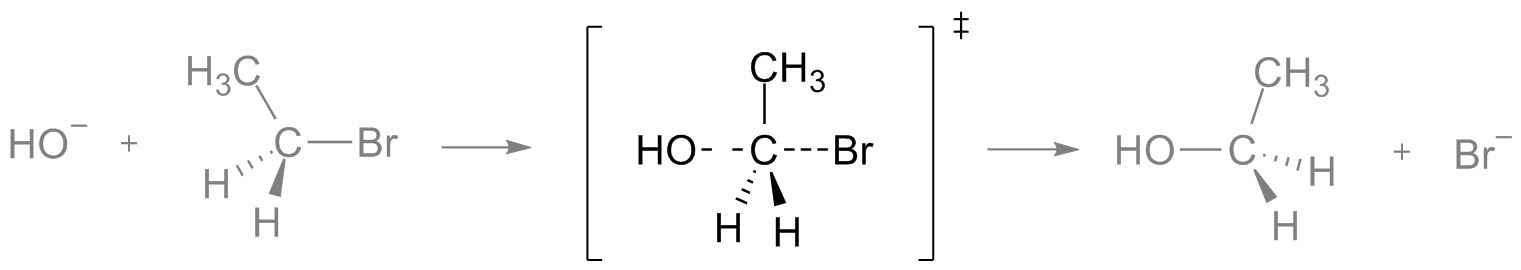
حالت گذار و تشکیل حدواسط در یک واکنش SN2